# Алесандра Амброзио
Алесандра Корини Амброзио (на португалски: Alessandra Corine Ambrósio) е бразилски модел.

## Биография
Амброзио е родена на 11 април 1981 година в Рио Гранди до Сул, Бразилия. Нейните родители, които са от италиански и полски произход, притежават собствена бензиностанция. Амброзио е само на осем години, когато решава, че иска да бъде модел. Записва се в курс за модели на 12-годишна възраст, а на 14 г. е една от финалистките в елитен конкурс за модели в Бразилия.

## Кариера
Първият си значителен успех като модел постига, когато е снимана за корицата на списание Elle за Бразилия. Амброзио е работила за „Christian Dior“, „Giorgio Armani“, „Oscar de la Renta“, „Gucci“, „Escada“, „Calvin Klein“ и „Ralph Lauren“ и др. Дефилирала е в ревюта за дизайнери като „Prada“, „Christian Lacroix“, „Fendi“, „Kenzo“, „Christian Dior“, „Ralph Lauren“, „Giorgio Armani“ и „Oscar de la Renta“. Амброзио също беше избрана от AskMen като номер 2 от "Топ 99 най-желаните жени на 2008 г. През 2012 г. тя е обявена за 6-ия най-печеливш модел в класацията на Форбс.
Появявала се е на повече от 50 международни корици на списания, включително Cosmopolitan, Elle, Marie Claire, Glamour. Амброзио е най-известна със сътрудничеството си с американската марка за дамско бельо „Victoria's Secret“. Тя се появява във Victoria's Secret Fashion Show за първи път през 2000 година и е избрана от компанията за главно рекламно лице на линията Pink през 2004 година. През Victoria's Secret Fashion Show 2005 Алесандра дефилира по бельо направено изцяло от бонбони, а през Victoria's Secret Fashion Show 2008 тя дефилира три месеца след раждането на дъщеря си. Във Victoria's secret Fashion Show 2012 именно тя е избрана да носи невероятният сутиен Floral Fantasy Bra (2,5 милиона) отново няколко месеца след раждането на второто си дете.
Алесандра е правила и някои телевизионни изяви, като гост-съдия в Project Runway season 2: Team Lingerie. През 2006 тя се появи във филма „Казино Роял“. Моделката е и била гост-звезда в сериала „Как се запознах с майка ви“ (епизод: Yips) на 26 ноември 2007 г. с нейните Victoria's Secret колежки – Хайди Клум, Адриана Лима, Селита Ебанкс, Мариса Милър и Миранда Кер.

## Личен живот
Когато Амброзио идва за първи път в Ню Йорк, Жизел Бюндхен ѝ отпуска апартамента си в продължение на две седмици, а Адриана Лима ѝ помага с превод на английски език.
Първото дете на Амброзио и нейния годеник, калифорнийския бизнесмен Джейми Мазур, е дъщеря на име Аня Луис Амброзио Мазур, родена на 24 август 2008 година. Алесандра ражда второ дете, син на име Ноа Финикс Амброзио Мазур, на 8 май 2012 година.
Алесандра Амброзио е посланик към „Национално общество по множествена склероза“.